# Bradford (Park Avenue) AFC
Bradford (Park Avenue) AFC är en engelsk fotbollsklubb i Bradford, grundad 1907. Hemmamatcherna spelas på Horsfall Stadium. Smeknamnet är The Avenue eller BPA. Klubben spelar i National League North.
Namnet Park Avenue kommer av klubbens hemmaarena fram till 1973 som hette så och tillkom för att särskilja klubben från Bradford City.

## Historia
Klubben kan spåra sitt ursprung tillbaka till 1800-talet, men då var det en rugbyklubb som även hade ett fotbollslag. 1907 bestämde man sig för att sluta med rugby och enbart ägna sig åt fotboll och samma år ansökte man om inträde i The Football League. När ansökan inte beviljades gick man i stället med i Southern Football Leagues högsta division, Division One. Trots en blygsam 13:e plats ansökte man på nytt om inträde i The Football League, och denna gång beviljades ansökan på bekostnad av Lincoln City.
1908 började BPA därför att spela i Second Division, Englands näst högsta division. Säsongen 1913/14 kom man tvåa och blev uppflyttad till First Division. Första säsongen där blev man så bra som nia, vilket skulle visa sig vara klubbens högsta ligaplacering. Därefter kom första världskriget och ligaspelet återupptogs först säsongen 1919/20. Då blev klubben elva, men säsongen efter kom man sist och åkte ned till Second Division. Väl där kom man näst sist och åkte ned till Third Division North.
Efter två andraplatser 1922/23 och 1925/26 vann klubben Third Division North 1927/28 och gick upp till Second Division. Där spelade man sedan fram till andra världskrigets utbrott med som bäst en tredjeplats 1928/29. Efter kriget fortsatte man i Second Division, men det blev inga framskjutna placeringar och 1949/50 blev klubbens sista säsong på denna nivå. Då kom man sist och åkte ned till Third Division North. Säsongen 1955/56 kom man näst sist där, men blev återinvald i The Football League.
När Fourth Division bildades 1958 placerades BPA där efter att ha blivit tredje sist i Third Division North föregående säsong. Under den tredje säsongen i Fourth Division kom klubben fyra och blev uppflyttad till Third Division, men där hängde man bara kvar i två säsonger. De följande tre säsongerna gjorde man hyggligt ifrån sig i Fourth Division, men sedan följde fyra säsonger då man först blev näst sist och därefter sist tre säsonger i rad. Efter den sista av dessa säsonger, 1969/70, blev klubben utröstad ur The Football League efter att ha spelat i ligan sedan 1908.
BPA gick 1970/71 med i Northern Premier League i stället och spelade där i fyra säsonger innan klubben lades ned efter 1973/74 års säsong på grund av stora skulder. Därefter spelade en klubb med samma namn så kallad Sunday league football på låg amatörnivå.
1988 ombildades klubben och började spela i West Riding County Amateur Football League och säsongen efter i Central Midlands Football League och dess Supreme Division. Ytterligare en säsong senare bytte BPA till North West Counties Football League Division Two och efter en tredjeplats där gick man upp till Division One. Den divisionen vann man sedan säsongen 1994/95 och man gick då upp till Northern Premier League Division One. Klättringen i ligasystemet fortsatte säsongen 2000/01 med seger i Division One och uppflyttning till Premier Division.
Efter 2003/04 års säsong bildades nya divisioner på nivån ovanför Northern Premier League – Conference North och Conference South. BPA fick därför trots en 17:e plats i Premier Division chansen att kvala sig upp. Detta lyckades man med; i kvalfinalen besegrades Burscough med 2–0. Man kom dock sist i Conference North nästföljande säsong och fick återvända till Northern Premier League Premier Division, där man genast kom näst sist och åkte ned till Division One. Efter ett misslyckat kval till Premier Division första säsongen 2006/07 hamnade man 2007/08 i Division One North när ligan omstrukturerades. Denna division vann klubben på första försöket och var därmed tillbaka i Premier Division. Klubben misslyckades med att kvala sig upp 2009/10 och 2010/11, men 2011/12 gick det vägen efter vinst i kvalfinalen över United of Manchester med 1–0 efter förlängning.
Conference North bytte namn till National League North inför 2015/16 års säsong. 2016 bytte klubben ägarstruktur genom att klubbens medlemmar fick överta ägandet från den tidigare huvudägaren Gareth Roberts. Klubben bytte då också namn till Bradford Park Avenue CFC (Community Football Club). Efter bara två år bytte man tillbaka till det gamla namnet Bradford (Park Avenue) AFC och Roberts tog över som ägare igen.

## Meriter

### Liga
- Premier League eller motsvarande (nivå 1): Nia 1914/15 (högsta ligaplacering)
- League One eller motsvarande (nivå 3): Mästare 1927/28 (North)
- Northern Premier League Division One: Mästare 2000/01, 2007/08 (North)
- North West Counties Football League: Mästare 1994/95

### Cup
- FA-cupen: Kvartsfinal 1912/13, 1919/20, 1945/46
- Ligacupen: Tredje omgången 1962/63, 1963/64
- Northern Premier League President's Cup: Mästare 2005/06